# Bravo Tango
Bravo Tango var en dansk agentserie för dagspress som startade i tidningen B.T. 1992. Namnet Bravo Tango är hämtat från det engelska bokstaveringsalfabetet där dessa ord står för bokstäverna "B" och "T".
Serien skrevs av Per Sanderhage och tecknades av Vicente och Eduardo Vañó, och senare av Torrente.
27 avsnitt producerades, varav ett utspelade sig på ett konstmuseum som innehöll originalkonstverk skapade för serien av de danska konstnärerna Henrik Pryds Beck och Jørgen Nash.

## Utgivning
Har publicerats på svenska i Agent X9. 
| År   | Nr | Svensk Titel i Agent X9                     | Tecknare        |
| ---- | -- | ------------------------------------------- | --------------- |
| 1992 | 12 | BOMB-MARODÖRERNA                            | Vaño            |
| 1993 | 1  | FÖRRÄDAREN                                  | Vaño            |
|      | 4  | DEN HEMLIGA ATOMBASEN                       | Vaño            |
|      | 7  | HULIGANERNA                                 | Vaño            |
|      | 11 | SVARTA PENGAR                               | Vaño            |
| 1994 | 7  | DET BRINNANDE VATTNET                       | Vaño            |
|      | 8  | POJKEN SOM SÅG FÖR MYCKET!                  | Vaño            |
|      | 11 | OSTRON-MYSTERIET                            | Vaño            |
|      | 13 | SKRÄCKÖDLORNA ANFALLER!                     | Vaño            |
| 1995 | 3  | VARJE SUPERHJÄLTE BEHÖVER EN SUPERHJÄLTINNA | Vaño            |
|      | 5  | SOLDATER ATT HYRA                           | Vaño            |
|      | 10 | HIMMEL & HELVETE                            | Vaño            |
| 1996 | 2  | DÖDANDE RECEPT                              | Vaño            |
|      | 8  | FULLMÅNEMORDEN                              | Vaño            |
|      | 10 | SVINDELN                                    | Vaño            |
| 1997 | 2  | ENGELSK TANGO                               | Vaño            |
|      | 5  | MAN KALLADE HONOM BRUTUS                    | Vaño            |
|      | 6  | Z-FILES                                     | Vaño            |
|      | 11 | DÖDLIGT VIRUS                               | Vaño            |
|      | 12 | KONKURRENTEN                                | Vaño            |
| 1998 | 2  | FÖRKLÄDD MÖRDARE                            | Vaño            |
|      | 6  | ORGANSMUGGLARNA                             | Vaño            |
|      | 7  | HELVETESFÄLLAN                              | Vaño & Torrente |
|      | 9  | SVINAKTIGA AFFÄRER                          | Torrente        |
|      | 13 | MAFFIAKRIG                                  | Torrente        |